# Ocsovai Ferenc
Ocsovai Ferenc (született Rucska Ferenc, Esztergom, 1995. december 12. – ) költő, író, újságíró, zeneszerző.

## Tanulmányai
Munkáscsaládban született, gyermek- és fiatalkorát Tokodon töltötte. Az ekkor szerzett élmények írásainak egy részében is tetten érhetőek. Az Ocsovai nevet kemencei származású apai nagyanyja emlékére vette fel, aki szintén a faluban lakott és az irodalomnak, valamint a verseknek is lelkes kedvelője volt: maga is írt néhány költeményt és rendszeresen szavalt helyi rendezvényeken.
A költő a tatai Eötvös József Gimnázium elvégzése után alapszakos tanulmányait az Eötvös Loránd Tudományegyetem Társadalomtudományi karán végezte, a mesterszakot pedig a Boroszlói Egyetem Filológia Karán. Cserediákként megfordult a velencei Ca’ Foscari Egyetemen és a valenciai Cardenal Herrera Egyetemen. Az alap- és a mesterszak elvégzése között Ostravában, a szalézi rendnél önkénteskedett egy évig, ahol gyerekekkel foglalkozott. Olaszország, Csehország, Lengyelország és Spanyolország mellett Szlovéniában, Mariborban is élt huzamosabb ideig.

## Költészete

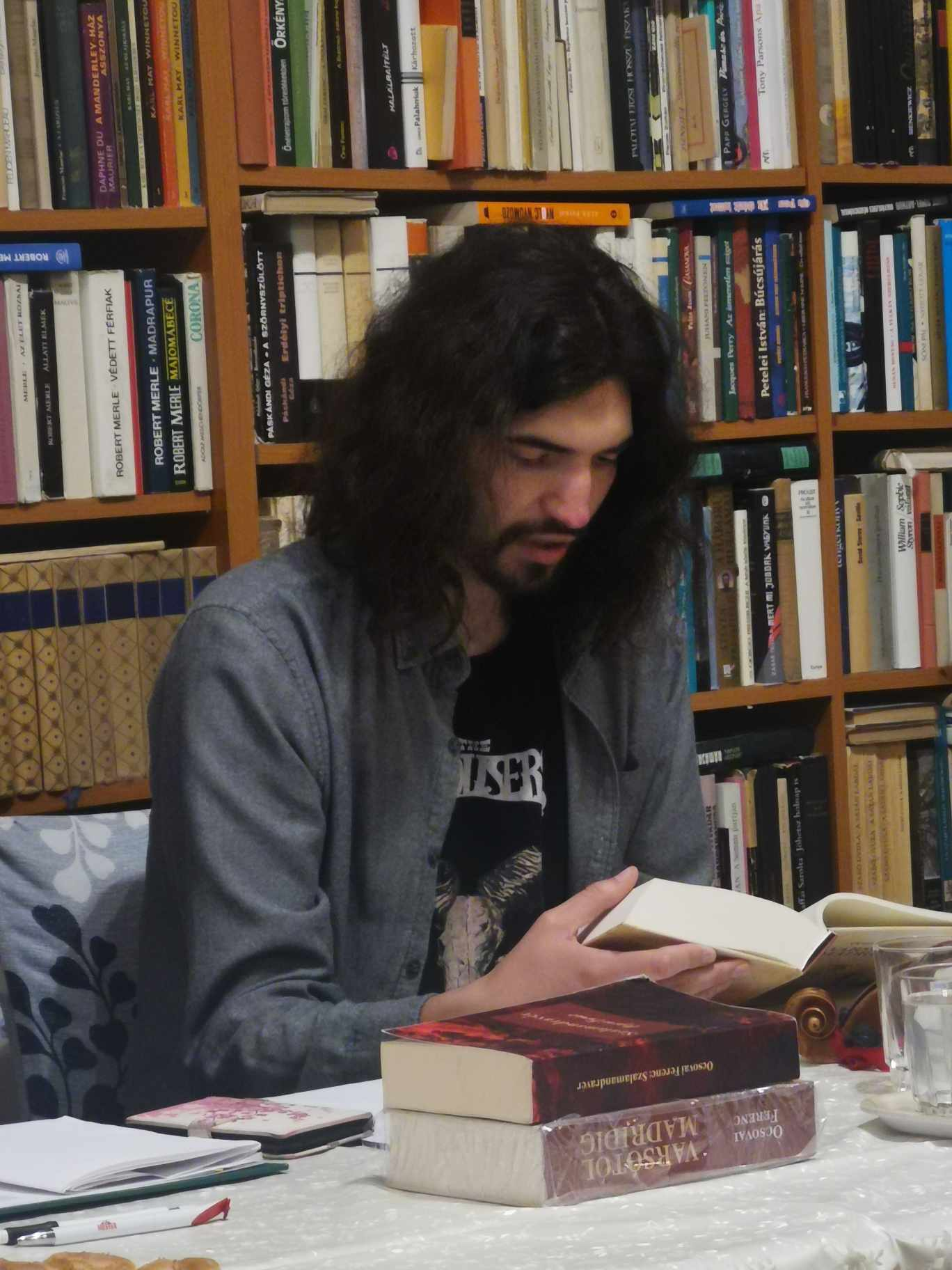
A költő Esztergomban, a Laskai Osvát Antikváriumban

A gimnázium alatt kezdett el komolyabban foglalkozni versírással, de egyetemi évek és külföldi útjai alatt érett igazán költővé. Az idegen szavak, nevek, tájak és mitikus alakok visszatérő elemei költészetének, csak úgy, mint az emlékek, a szerelmi vágyódás és csalódás, az otthon és a haza, a magány, a változás, az elmúlás, az elhivatottság, az emberi sors legfőbb kérdései és az emberi lét legalapvetőbb félelmei. Bár általában a költő lélektani és esztétikai, nem pedig közéleti szerepét hangoztatja, vallja, hogy sokszor szükség van rá, hogy a művész hallassa a hangját, ezért verseiben teret ad a társadalombírálatnak is.
Nyomtatásban megjelent kötetei mellett számos online magazinban és nyomtatott folyóiratban is publikált már a szerző, amelyek közül a Szövet, a Családi Kör, a Holdkatlan, az Ezredvég, az Agria, az Érdi Irka, a DOKK, az újNautilus, a Litera-Túra Magazin, az Art’húr Irodalmi Kávéház, a Holnap Magazin, az Uploaded Magazin, illetve a Nagy Lajos Társaság Vírusölő című rovata is közölt már tőle verseket. A Berda József Kör állandó tagja.
2022-tól Csalogányidő, 2023-tól pedig Az andalúz mén címmel tartott felolvasóesteket az ország különböző pontjain, többek között Budapesten, Gyálon és Érden, 2024-től pedig Varsótól Madridig című kötetéhez kapcsolódóan szervezett rendezvénysorozatot havi rendszerességgel a főváros mellett Esztergomban, Tatán, Tatabányán, Szegeden, valamint szülőfalujában, Tokodon.

## Kötetei
- Két világ határán (Underground Kiadó, 2016)[* 1] ISBN 9789631270150
- Oroszlán a ködben (Underground Kiadó, 2018)[* 2] ISBN 9786150014005
- Huszonkét év zarándoklat (Underground Kiadó, 2019) ISBN 9786150045122
- Szalamandravér (Underground Kiadó, 2021) ISBN 9789635740758
- Varsótól Madridig (Underground Kiadó, 2024) ISBN 9789635744817

## Antológiák és egyéb megjelenések
- Te és én (Info-Szponzor, 2016); szerk.: Komáromi János ISBN 9786155539121
- Feltöltött pillanatok (Publio, 2016) szerk.: Tóth Judit ISBN 9789634246817
- MKMT Antológia 2023 (Helma, 2024) szerk.: Dvariecki Bálint ISBN 9789636394769
- Versben mondom el... (Helma, 2025) szerk.: Dvariecki Bálint ISBN 9789636399139
- A rakodópart alsó kövén – Dokk antológia 2020-2024 (Magánkiadás, 2025) szerk.: Köves István ISBN 9786150229720

## Zenéje

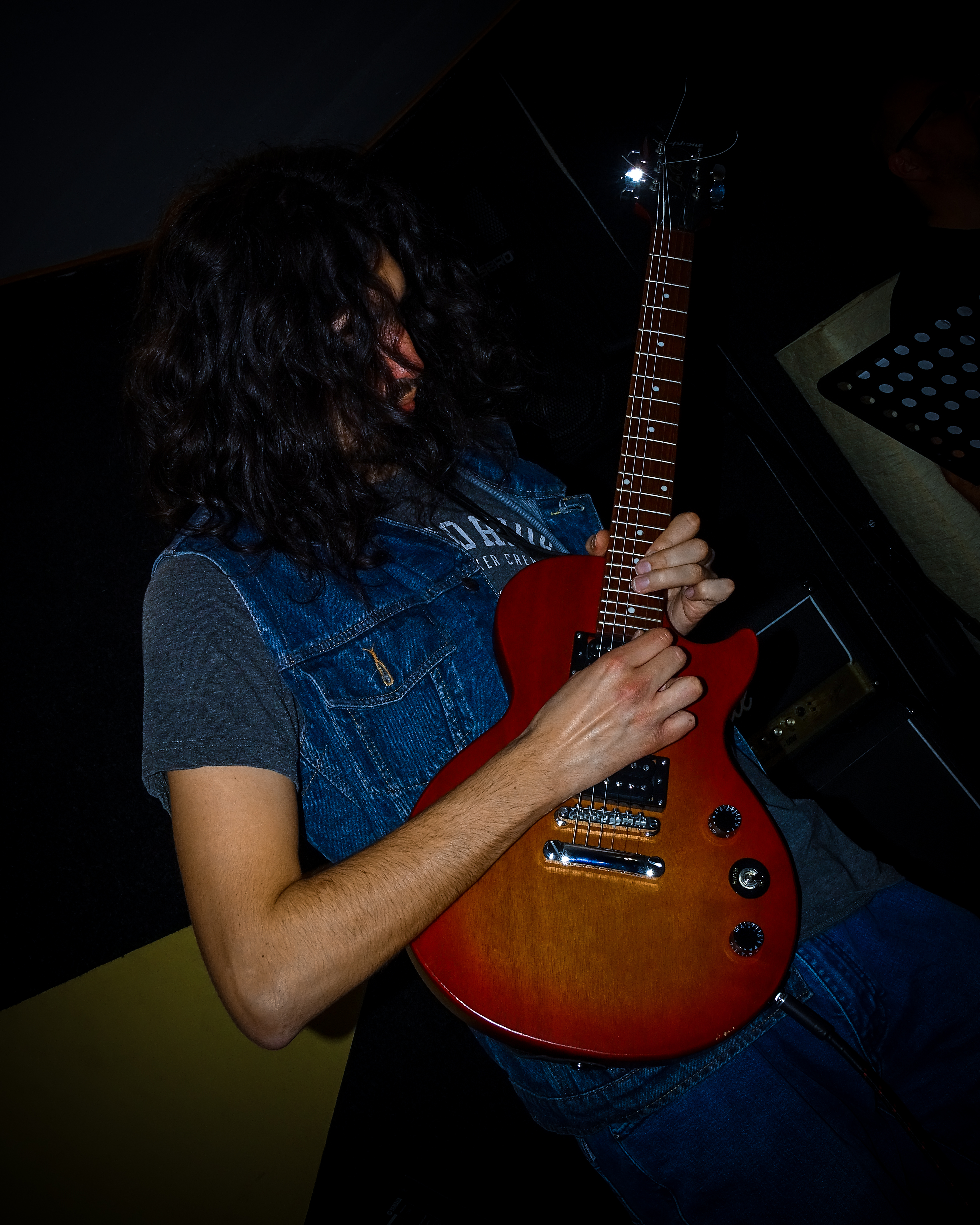
A Fran de Ochova gitárosaként Budapesten

Viszonylag későn, tizenhat évesen kezdett gitározni autodidakta módon, később pedig a mandolinnal is megismerkedett. Leginkább a hetvenes és nyolcvanas évek külföldi és magyar rockzenekarai hatottak rá, de a beat-, a pop- és a latin zene is befolyásolta stílusát. Kedvenc gitárosai között van Rory Gallagher, Angus Young, Keith Richards, John Mayall, Stevie Ray Vaughan, Ritchie Blackmore, Tony Iommi, Kim Simmonds, Nicke Andersson, Ted Nugent, Chris Rea, valamint Carlos Santana.
Eleinte kizárólag hard rock jellegű riffeket próbált írni az AC/DC és a Deep Purple stílusában, ám ostravai önkéntessége alatt rendszeresen gitározott a helyi szalézi rend miséin, amelyeken cseh nyelvű vallásos énekeket adtak elő. Ekkortól kezdett el kísérletezni másféle témákkal is, például több arpeggio játékkal és többféle akkordtípussal, valamint tisztább hangzással. Ezeket az ötleteket egy másik külföldi tartózkodása során, Valenciában vette fel először. 
2023-ban alapított zenekara, a Fran de Ochova ezeket a könnyedebb hangvételű, angol nyelvű dalokat játssza, amelyekre a pop-, a stoner- és az indie rock, valamint a beat és a grunge is hatással volt. A szerzemények műfaját az együttes a road rock megjelöléssel definiálja – a tagok elmondása alapján azért, mert hangulatukkal ezek a dalok az amerikai 66-os út életérzését elevenítik meg európai köntösben, az ember pedig szívesen hallgatja őket a rádióból egy autóút során.
A Fran de Ochovával párhuzamosan a gitáros közös akusztikus formációban zenél Rejtő Gábor költővel, akinek megzenésített verseihez improvizatív szólókat és díszítőmotívumokat ad hozzá.

## Vélemények költészetéről
„„Éreztél már olyat, hogy egy vers olvasása után végigbizsereg az egész lényed, meg kell kicsit ráznod az elméd, és még így sem térsz magadhoz teljesen? Bennem ő és az írásai mindig ezt a hatást érik el. Megállítanak és arra késztetnek, hogy keresd a szavak, sorfüzérek mélységét; hogy át akard élni ugyanazt a látomást, mint ami papírra kényszerítette az előtted nyugvó, vagy épp háborgó, hullámzó, lobogó strófákat.
Ha hasonlítanom kellene valakihez a költészetét, Villon, Baudelaire, esetleg Poe alakja sejlik fel haloványan előttem, de nem hasonlítgatom, mert már a kezdetektől úgy éreztem, hogy teljesen egyedi látásmód az, melyet ő képvisel.””

– Dylan D. Tides, költő

„„»Megtestesülni a lélek szertelen tüzében« – írja Ocsovai Ferenc Szántóföldi napnyugta című versében Szalamandravér című kötetében. A lélek tüzében önmagát kereső költő vallomása. Versképei láttató erővel hatnak rám. Költészete tükröződő belső vívódás, útkeresés. A boldog élet igényét tajtékzó vágyaival – olykor társadalomkritikai hangon – veti papírra. Őt olvasva az irodalom köntösébe öltöztetett életképek hömpölygő folyamával találkozunk. Minden sorában a harmóniára való törekvést érzékelem. Szeretettel ajánlom.””

– Deák Mária, a Berda József Kör alapítója és elnöke

„„Ocsovai Ferenc verseivel bő két évvel ezelőtt találkoztam először. Bár az útkereső ember képe egyértelműen felsejlett előttem az alkotásaiban, erőteljesnek és kiforrottnak éreztem őket. Csak később tudtam meg, hogy ezeknek a mély lelkiségről, szenvedélyről árulkodó írásoknak akkor mindössze huszonhárom éves volt az alkotója.
A költő verseiben minden olyan téma felbukkan, amely az embereket - különösen a lelkileg érzékeny alkatúakat - foglalkoztatja: a testi-lelki szerelem, az önismeret, a végzet, az elmúlás, az otthontalanság, a nosztalgia, a vándorlás, a csalódás, az elvágyódás, a magány, a változás. Lelkiállapotokat fest meg a szépség ecsetjével minőségi szinten. A vívódást megjelenítő alkotásaiban is képes a káoszt képi világával, gondolatfolyamával harmonikussá rendezni. Különleges, hangulatában a jelen korunkból régebbi korokba visszaröpítő alkotásait bátran ajánlom mindenkinek!””

– Doktor Virág, költő

„„A versek olvasása közben a bibliai Szodoma és Gomorra története jut az eszembe - ha valaki azt mondja nekem, elég találnod csupán egyetlen igaz embert, hogy megváltozhasson a világ, én azt mondom: most találtam még egyet. Bizton állíthatom, hogy az utánunk következő generációkban is lesz majd elegendő akarat és tettvágy az újabb küzdelmekhez, ebben a meggyőződésemben pedig még erősebbé váltam, miközben a könyvben szereplő grafikákon dolgoztam.””

– Gulás János, grafikus, festőművész

„„Ocsovai Ferenc lírájában az utazás létformaként, a költői létezés állandó állapotaként jelenik meg, miközben a lírai én a különböző kultúrákban való megmerítkezés révén igyekszik az otthontalanság-érzet hatását semlegesíteni. (…)
Nagyarányú történeti és kulturális anyagot, erős toposzokat, mítoszokat, legendákat, meséket mondanak el. A lírai személyesség, az én egyedi látásmódja és átélései azonban ezeket a verseket is átjrják, s lendítik át a világról szóló epikus beszédmódot az én érzéseibe, átéléseibe, lelki, személyes tartalmainak kifejezésébe. (…)
Múlt évszázadok óda- és drámaköltészetéből hagyományozódott át a kortárs magyar lírába a feszültségteremtés nagy távlatokat mozgató eljárása, az a beszédmód, amely ellentétesnek, sőt antagonisztikusnak ható távolságokat sűrít egyetlen képbe. Ilyen történeti-poétikai pillanata a magyar irodalomnak az égi »magasról porba hullni« látomása, vagy a valós élet lehetőségei és a költői illúziók között feszülő, a grönlandi jeges világ és a »forró szerecsen homok« egymásnak feszülő képével érzékletessé tett ellentmondása számos jól ismert 19. századi költő életművében.
Ocsovai Ferenc újabb verseinek másik rétegét lírai rövid versek, az úton levés, az idegen kultúrákban való otthonosság és állandóság, érzelmi megállapodottság keresésének költői megnyilatkozásai jelentik. (…)””

– Bence Erika, irodalomtörténész, egyetemi tanár, a Szövet folyóirat főszerkesztője

„„Ars poeticus költészetében megfogalmazódik önmagunk keresése és felvállalása. Ki vagyok én? Elfogadom-e ezt az embert, aki a tükörből visszanéz rám? Felvállalom-e önmagamat a hibáimmal együtt? Mennyit érek? Olyan vagyok-e, mint bárki más, vagy van önálló egyéniségem? (…) Az önképet boncolgatja, vajon egységben vagyunk-e önmagunkkal, és valóban azok lehetünk-e, aki bennünk él.  (…)”
„Szerelmi lírájában megfigyelhető az egyedülléttől való félelem, a »kivel osztom meg?« szüntelenül zakatoló kérdése. Társra vágyódást fogalmaz meg: egy szerető társ után sóvárog, aki biztos pontot jelenthet az életében. Gyakori téma a női-férfi szerepek és a szexualitás kibontása, de a test mellett a lélek levetkőztetése is fontos. Vajon a meztelenség egyenlő-e az őszinteséggel? – merül fel a dilemma a sorok között. A lírai én csupasznak érzi valóját; kimondatlan szavainak megfogalmazása mélyíti el igazán gondolatai súlyát. (...)”
„Társadalmi líráját ugyanakkor makacsság, szenvedély, lázadás, nyughatatlanság jellemzi. (…) A soha véget nem érő robot terhe, az állandó menetelés, az elhagyatottság, a hontalanság és a magány érzése, illetve a lehetőségek kiaknázásának hiánya egyaránt jelen vannak benne. Az alkotó ember elismerésre vágyik. Nem széles körben gondolkozik, hanem egy maroknyi emberben, ami már-már ars poeticusan fogalmazódik nála meg, noha valódi ambíciói szétfeszítik ezeket a kereteket, amely újabb feszültségek forrása is egyben. (...)”
„Ha nem tudnám, hogy az író 1995-ös születésű, azt gondolnám, ez már egy költő idős korban íródott versgyűjteménye. A művek palettája színekkel tarkított: szigorúbb ritmussal íródott, kötött formájú, ugyanakkor szabad és félszabad versek szerepelnek a kötetben többségben. A rímelésük részben klasszikus. Vizuálisan elrepítenek minket Európa tájaira. Látomásokkal teli, álomszerű történésekkel tűzdelt történetek villanak fel előttünk. [A Varsótól Madridig] érdekes olvasmány, olvasásra ajánlom!””

– Oláh Tímea, blogger

„„A költő egyben archaikus is, tehát régi is, ugyanakkor modern vagy a modernségen túli is lehet, azonban némileg konzervatív keretek között mondja el azt, hogyan utazik, és mennyire egyedül tétetik meg ez az út, amely tele van tájjal, fával, emberrel és sok ismeretlen, lenyűgöző és izgalmas külső tényezővel. Amit visz, amit hordoz, az a szíve, az a lelke és a lelke magánya, amelynek ő a résztvevője. Idegen tájakon robog a gyorsvonat, vagy ha úgy tetszik, az ekhós szekér a széllel szemben, a vihar közben. Gyengén halad s a lovak – a belső képzelet – fáradnak.
Az is lehet, hogy ezen a szekéren hárman ülnek: ő, a kocsis, és mellette a Magány. Tehát egy magányos kocsis, egy magányos lovas utazása mindez, és innen már nem vagyunk messze egy másik magyar költő, Ady Endre Az eltévedt lovas című művétől. Valaki valahol valahová messzire vágyik, messzire megy, és közben az utazásairól beszél. Lényegében az összes utazásról való beszéd azonban nem több, mint egy nagyon szép esztétikai mellébeszélés, mert a lírai én lényének magja valójában a keresés. (...)”
[A Vagyok a Szikra… című versről:] „Petőfies allűrökkel telített vers. Szereplírára emlékeztető. Túlzásokat azért tartalmazhat, mert a költő szerepköre maga is lángoszlopjellegű volt valamikor, és Ocsovai Ferenc ezt átvéve némileg szembesíti ezt a pozíciót a mai ember lélekrészével. A szerző igen kényes műveletet hajt végre a költészettörténeti értelmezést illetően, mert nagyon hagyományosan áll hozzá a témához, ugyanakkor erősen kiemeli a magányérzést. Bele akar szólni a társadalmi dolgokba, de elszigetelt állapotban van. Ennek a reménytelensége cseng ki ebből a versből.””

– Bogoly József Ágoston, irodalomtörténész